# Baia di Chedabucto
La Baia di Chedabucto è una grande baia sulla costa orientale della Nuova Scozia continentale, tra l'Oceano Atlantico e lo stretto di Canso, vicino alla contea di Guysborough. All'ingresso della baia si trova la comunità di Canso e all'altra estremità c'è la città di Mulgrave.

## Geografia
La baia di Chedabucto si è formata dall'annegamento di parte di un antico sistema fluviale e deve la sua origine e forma alla posizione della faglia di Chedabucto, che attraversa la Nuova Scozia centrale dalla baia di Fundy alla penisola di Canso.

## Storia
I mercanti della città francese di La Rochelle godevano del monopolio della pesca nella colonia di Acadia, così fondarono la "Compagnia di Acadia", che stabilì una piccola fortificazione nella baia di Chedabucto chiamata Fort St. Louis. I porti principali erano a Chedabucto, che contava cinquanta pescatori nel 1686. La compagnia incontrò diverse difficoltà nel cammino verso la sua definitiva scomparsa nel 1702.
Moderno
Il 4 febbraio 1970 la petroliera liberiana "Arrow" si incagliò su Cerberus Rock spezzandosi in due e riversando in mare parte del carico di 108.000 barili di carburante, che contaminarono le acque costiere della baia di Chedabucto per un'estensione di 310 km. Dopo che il petrolio venne in gran parte ripulito, la nave cisterna affondata si trasformò in un rifugio per molte creature marine e piante acquatiche.